# 第三身分とは何か

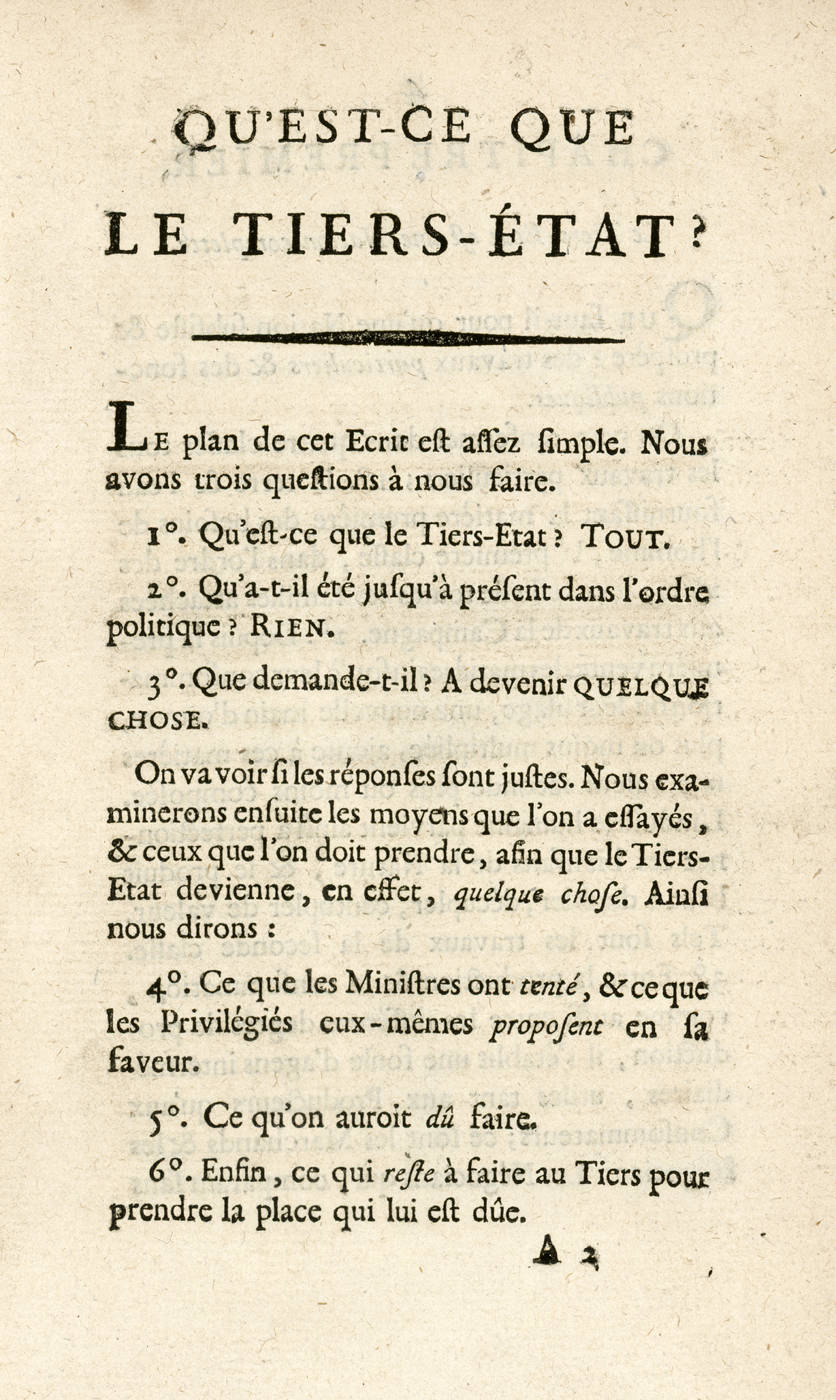
『第三身分とは何か』の1ページ目。

『第三身分とは何か』（だいさんみぶんとはなにか、フランス語: Qu'est-ce que le Tiers-État ?）とは、エマニュエル＝ジョゼフ・シエイエスが著したパンフレットである。フランス革命の原動力となった。タイトルは『第三階級とは何か』とも訳される。1789年に初版を刊行。フランス革命までに三版が刊行された。
書き出しの「第三身分とは何か？-すべてである。」に象徴されるように聖職者・貴族に次ぐ第三身分である庶民の権威を明らかにし、国民主権や代議制など近代憲法の基本原理の理論化が説かれる。

## 抜粋
Qu'est-ce que le Tiers-État ? Le plan de cet Écrit est assez simple. Nous avons trois questions à nous faire.
1º Qu’est-ce que le Tiers-État ? Tout.
2º Qu’a-t-il été jusqu’à présent dans l’ordre politique ? Rien.
3º Que demande-t-il ? À y devenir quelque chose.
（仮訳）
第三身分とは何か？この執筆の見通しはとてもシンプルだ。我々には自問すべき三つの問いがある。
1º　第三身分とは何か？すべてである。
2º　政治秩序にこれまで何が起きたか？何も。
3º　何を求めているのか？何かになることを。

## 影響
フランス革命史において度々シエイエスの言葉が引用された。また今日で当たり前となった「法の下の平等にある国民」といった概念は『第三身分とは何か』によって浸透したとされる。

## 邦訳
- 『第三身分とは何か』五十嵐豊作訳 実業之日本社 1948
- 『第三階級とは何か』大岩誠訳 岩波文庫 1950
- 『〈新訳〉第三身分とは何か』薬師院仁志訳 PHP研究所 2009